# Uniwersytet Oklahomy
Uniwersytet Oklahomy (ang. University of Oklahoma) – amerykański uniwersytet publiczny założony w 1890 roku w mieście Norman w stanie Oklahoma.